# نينا جونز
نينا جونز (بالإنجليزية: Nina Lucy Mary Jones)‏ هي رسامة نباتية ‏ وفنانة نيوزيلندية، ولدت في 1871 في كرايستشرش في نيوزيلندا، وتوفيت في 8 فبراير 1926 في نيلسون في نيوزيلندا.